# Asteropsis carinifera
Asteropsis
Genre
Espèce
Synonymes
- Asterias carinifera Lamarck, 1816[1]
- Asterope carinifera Müller & Troschel, 1842[1]
- Gymnasteria biserrata von Martens, 1866[1]
- Gymnasteria carinifera (Lamarck, 1816)[1]
- Gymnasteria carinifera von Martens, 1866[3]
- Gymnasteria spinosa Gray, 1840[1]
- Gymnasteria valvulata Perrier, 1875[1]
- Gymnasterias carinifera Bell, 1893[1]

Asteropsis carinifera, unique représentant du genre Asteropsis, est une espèce d'étoiles de mer de la famille des Asteropseidae.

## Description
C'est une étoile régulière pourvue de cinq bras armés de gros piquants coniques alignés, au milieu et à la périphérie de chaque bras. Ces piquants ne sont pas très pointus et non venimeux. Elle est relativement plate, mais légèrement bombée vers le milieu du disque central, et les spécimens les plus matures ont des bras de section plus ou moins sub-triangulaire. Ses couleurs sont relativement variables, généralement gris pâle maculé de taches de différents bruns.

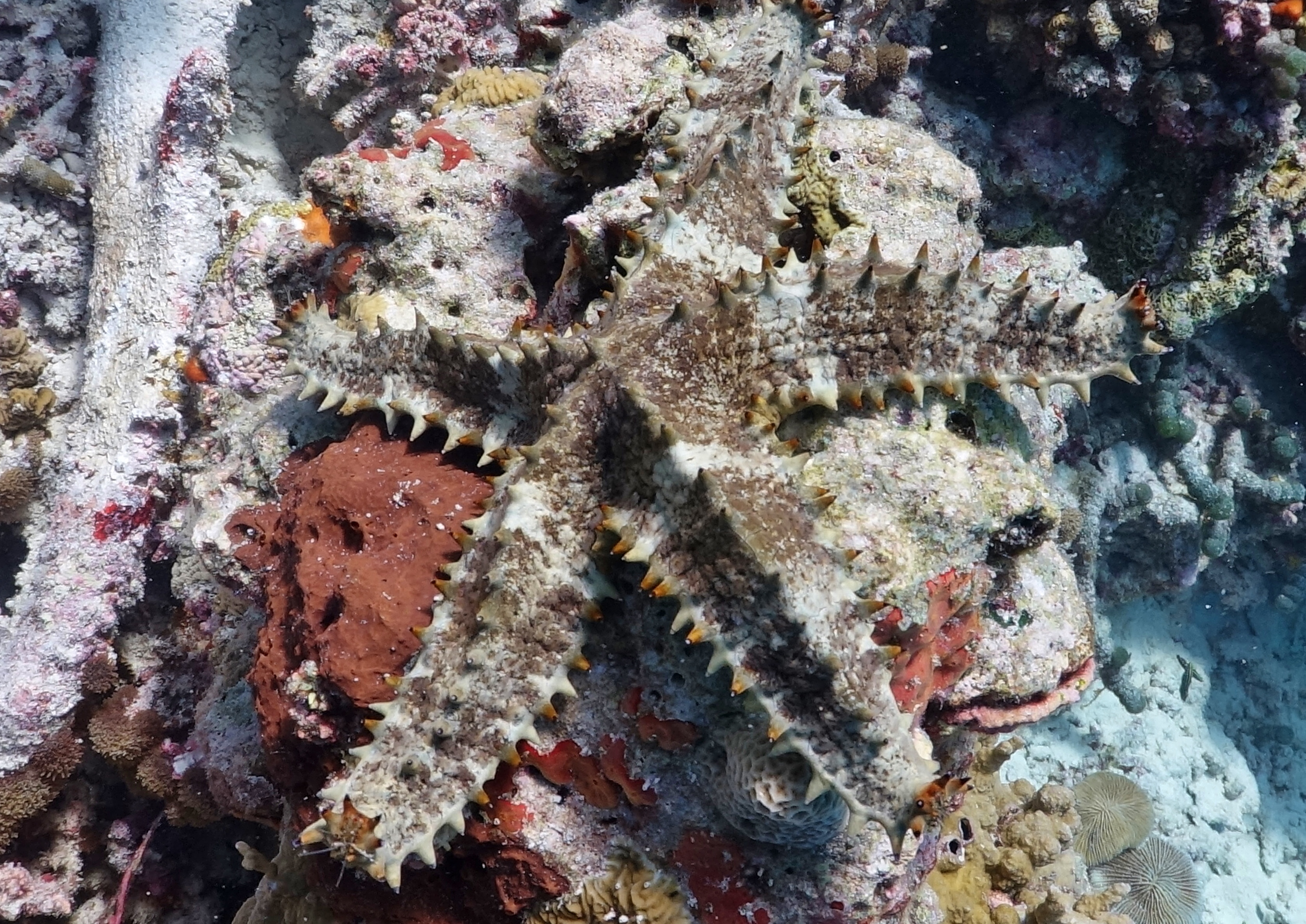
Gros spécimen aux Maldives.

## Habitat et répartition
Cette astérie est relativement commune dans l'océan Indien (côte africaine, Madagascar, Mascareignes, mer Rouge…) et peut se rencontrer jusqu'en Nouvelle-Calédonie. On la trouve dans les écosystèmes coralliens, où elle est active surtout de nuit, entre 3 et 55 m de profondeur, principalement sur des fonds rocheux.